# Meyrin
Meyrin és un municipi suís del cantó de Ginebra.